# 보스니아 헤르체고비나 대통령

보스니아 헤르체고비나의 국장

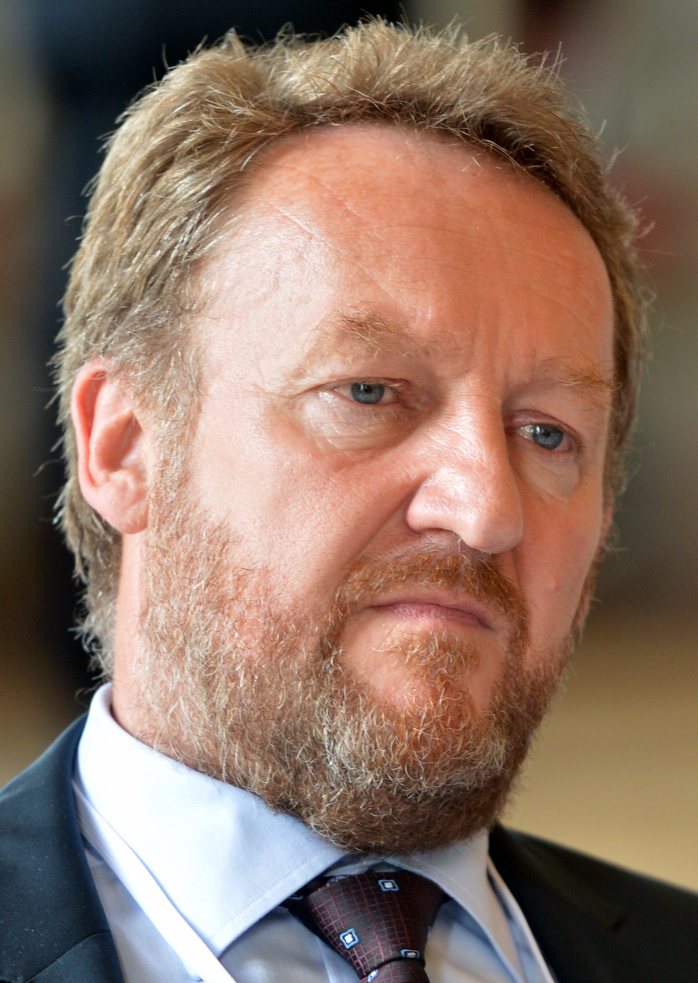
현재 보스니아계 대통령인 바키르 이제트베고비치

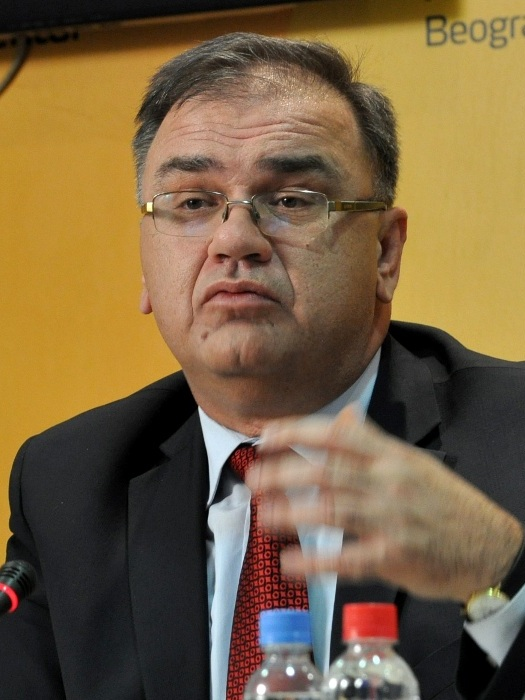
현재 세르비아계 대통령인 믈라덴 이바니치

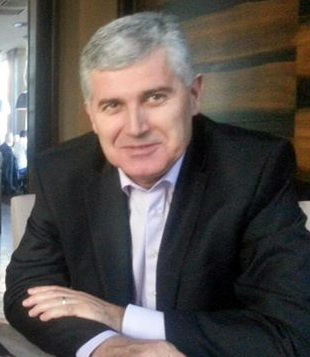
현재 크로아티아계 대통령인 드라간 쵸비치

보스니아 헤르체고비나의 대통령은 보스니아 헤르체고비나의 지도자이다. 대통령 선거로 한번에 3명까지 후보를 뽑는 특이한 정치제도를 가지고 있는 몇 안되는 나라이다. 보스니아 헤르체고비나의 대통령은 민족간의 분쟁을 막기위하여 3개의 민족의 대통령을 같이 뽑는다.
결론적으로 말하면 대통령 후보는 보스니아 헤르체고비나에 거주하는 보스니아계, 크로아티아계, 세르비아계만 될 수 있는 것이다. 현재 대통령은 셰피크 자페로비치(보스니아계), 젤코 콤시치(크로아티아계), 밀로라드 도디크(세르비아계)이다.

## 같이 보기
- 삼두정치